# Тејбл Рок (Вајоминг)
Тејбл Рок (енгл. Table Rock) град је у америчкој савезној држави Вајоминг.

## Демографија
По попису из 2010. године број становника је 0, што је 82 (-100,0%) становника мање него 2000. године.
| Група             | 2000.      | 2010.    |
| Белци             | 71 (86,6%) | 0 (0,0%) |
| Афроамериканци    | 0 (0,0%)   | 0 (0,0%) |
| Азијати           | 1 (1,2%)   | 0 (0,0%) |
| Хиспаноамериканци | 9 (11,0%)  | 0 (0,0%) |
| Укупно            | 82         | 0        |